# Vapor Constitución
El Constitución fue un buque de vapor de guerra que sirvió en la escuadra de la Confederación Argentina en su lucha contra el Estado de Buenos Aires.

## Historia
Al estallar la Guerra entre la Confederación Argentina y el Estado de Buenos Aires el gobierno de la Confederación Argentina destacó emisarios a Montevideo para adquirir con urgencia buques mercantes adecuados al teatro de operaciones fluvial para ser alistados en guerra. Así fue adquirido el vapor mixto de matrícula mercante Carmen.
Construido en los Estados Unidos, su casco era de madera pero con cubierta, entrepuente y timón de hierro remachado. Tenía aparejo de goleta de 2 palos y al centro una gran chimenea. Su eslora era de 38 m, manga de 7.37 m, puntal de 4.42 m, un calado de 1.75 m y un desplazamiento de 175 t. Lo impulsada una máquina de vapor Sistema Compound alimentada por una caldera cilíndrica tipo locomotora, que impulsaban una única hélice que le permitía alcanzar una velocidad máxima de 9 nudos y una velocidad de crucero de 7 nudos.
El buque fue adquirido contratándose con su tripulación incluida, incluyendo su capitán Robert Smith.
Tras montar en la capital uruguaya 7 cañones de a 16 (3 por banda y uno giratorio a crujía, a proa del trinquete) se incorporó con el nombre Constitución a la escuadrilla de la Confederación Argentina en aguas de la isla Martín García, integrada por el vapor Correo (Mariano Cordero, 8 cañones), el vapor La Merced (Bartolomé Cordero, 2 cañones) y el bergantín Maipú (José María Cordero, 7 cañones).
El 18 de abril de 1853 se produjo el Combate de Martín García (1853) con la escuadra del Estado de Buenos Aires comandada por Floriano Zurowski. 
Durante la acción el Constitución actuó como consorte de la La Merced en combate contra el bergantín Santa Clara (José Murature, 5 cañones) y la goleta Chacabuco (Rafael Pittaluga, 5 cañones), que formaban en el flanco norte de la línea porteña.
Tras la clara victoria nacional, el Constitución integró la escuadra que al mando de John Halstead Coe se presentó el 23 de abril frente al puerto de Buenos Aires "para establecer por agua un riguroso bloqueo en la parte del puerto que dominan los revolucionarios de la Plaza de Buenos Aires", según establecían las órdenes de Justo José de Urquiza, con lo que se completó el asedio terrestre. 
Compuesta también por los vapores Correo (insignia) y La Merced, reforzados por las nuevas presas, el bergantín Enigma y el lugre 11 de Septiembre, empezó a detener la entrada de los buques neutrales procedentes de Montevideo con víveres: "Ese desastre causó grande impresión en la Capital porque muy luego debía seguirse el bloqueo del puerto y las consecuencias de una situación verdaderamente afligente. No había abundancia de viveres en la Plaza el comercio se hallaba ya bastante reducido por las multiplicadas dificultades que se le oponían y por el reducido consumo de la Capital después de perdida la superioridad en las aguas."
El bloqueo fue inmediatamente reconocido por los jefes de las estaciones navales extranjeras, limitándose a obtener una prórroga en los seis días de plazo para que los buques extranjeros dejaran balizas interiores y los veinte para abandonar las exteriores. Si bien el bloqueo no era suficiente para cubrir un frente tan extenso, la situación del gobierno rebelde era crítica. 
El 21 de mayo de 1853 el Constitución sostuvo una escaramuza frente al puerto de Buenos Aires con la goleta 9 de Julio (Simón Fidanza, 3 cañones).
Finalmente lo que salvaría a la ciudad y lograría el fin del sitio sería el soborno del comandante nacional Coe que bien pagado con 5000 onzas de oro selladas por el gobierno porteño para renunciar "para siempre á la verdadera gloria para arrastrarse durante toda su vida con deshonor é ignominia", en palabras de Paz, el 20 de junio de 1853 entregó la escuadra a sus adversarios, secundado por  Luis Cabassa, José María Pinedo y Guillermo Turner, que así volvía a Buenos Aires. Los hermanos Bartolomé, José María y Mariano Cordero, Augusto Lasserre y Santiago Maurice permanecieron fieles a la Confederación.
EL Constitución fue uno de los buques que sin lucha pasó a la escuadra porteña. El 24 de julio estalló un incendio que el peritaje atribuyó a la "incapacidad, inseguridad e incompetencia" del ingeniero del buque que fue dado de baja.
Tras ser reparado el 12 de agosto se arrendó al cónsul estadounidense en Asunción del Paraguay Edward Hopkins. Ya de regreso en la ciudad, el 12 de diciembre fue arrendado a los armadores Lavallol&Hijos. En 1854 fue arrendado a la firma de Fernando González y Leopoldo Lanús para operar como paquete entre Buenos Aires y Montevideo al mando del capitán Simón Fidanza, que había pedido la baja de la escuadra porteña y revistaba sin paga en la Plana Mayor Inactiva.
En 1856 volvió al servicio en patrulla y transporte fluviual con apostadero en el Riachuelo y en junio de 1857 efectuó un viaje a Asunción a cuyo regreso sufrió averías de consideración, Ya reparado, permaneció estacionario frente a Montevideo hasta que el 16 de abril de 1858 fue vendido a Lanús Hnos en $f 6000, con cláusula de retroventa. El comprador cedió el 50% al capitán Fidanza, quien continuó al mando del buque, que continuó operando como paquete entre Buenos Aires y Montevideo.
Al reiniciarse la guerra con la Confederación en 1859, el Constitución volvió al mando del capitán Domingo Pedraza al servicio de la escuadra porteña como transporte armado, sufriendo una modificación en su artillería montándose 2 cañones de hierro de a 20 y 3 culebrinas de bronce de a 12.
En octubre, ya al mando de Luis Py, integró junto al 25 de Mayo (Diego Pedraza), Rio Bamba y Buenos Aires la escuadra que al mando de Antonio Susini bombardeó la ciudad de Rosario (Argentina), donde las tropas y buques de Urquiza finalizaban su despliegue, causando algunos daños en el centro de la población.
Algunas fuentes lo ubican en el Combate de Martín García (1859) en el que la escuadra porteña intentó inútilmente detener el paso de la nueva escuadrilla nacional en rumbo al Paraná. Durante la lucha recibió un impacto de cañón de a 16 en el palo mayor, otro igual en el mesana y daños en bauprés y máquinas por lo que pasó a repararse en río Luján al mando del sargento mayor Lino Neves.
Nuevamente operativo el 27 de febrero de 1860 fue arrendado a Máximo Rodríguez y el 30 de noviembre el estado remató su uso comercial que fue adjudicado a José María Manzano, también oficial de la armada en Plana Mayor Inactiva, quien el 1 de enero de 1861 vendió a su vez el 50% a Esteban Ritou, quien en una operación poco clara en junio adquirió el resto del navío que el 22 de ese mismo mes revendió al estado en 3500 onzas de oro selladas.
Durante ese año estuvo al mando sucesivo de los capitanes Pedro de las Carreras, Fernando Pastor y José Luis Manzano.
Durante 1862 (capitán Guillermo N. Laurence y 1863 (Neves) tuvo escasa actividad. Ese último año una comisión propuso el cambio de su máquina por la del vapor Pampero, DE 36 HP, lo que se realizó con éxito en río Luján.
Ese año perdió su hélice en el río, por lo que pasó a dique y fue rematado en esas condiciones. Recién el 17 de noviembre de 1865 pudo ser vendido a la firma Sherman & Allan en $22000.